# 俞甘同
俞甘同（谚文：유감동，朝鲜汉字：兪甘同），朝鲜王朝时期女诗人，汉城府人，父亲是汉城府尹俞龟寿，士族出身。背夫自称娼妓，淫行贯盈。因与多人通奸，被称为“淫妇”。

## 生平
俞甘同是检汉城俞龟寿的女儿，县监崔仲基的妻子。她是世族家的女子，她的父亲俞龟寿和丈夫崔仲基都是世族出身。崔仲基为务安守时，前去赴任，俞甘同托疾请求先到京城，背着丈夫自称娼妓，在京城和外方肆意行事。因为俞甘同与多人通奸，被称为淫妇。 甘同弃夫在逃，在京外横行，勿论贵贱，昼夜宣淫。她与有的奸夫累次通奸，还和奸夫在丈夫崔仲基的家中通奸。俞甘同其中一个奸夫李孝良，是丈夫仲基妹妹的丈夫，她与李孝良亦且累次通奸。俞甘同的父亲俞龟寿因“非惟不能防闲女子淫行，其奸夫，亦于家内许接”，被除去他的官职。俞甘同的奸夫都被判处杖责，或受到其他责罚。当时有人说，“俞甘同是士族的女儿，背叛丈夫，行为淫秽，自称官妓，肆意私欲，无所顾忌，扰乱人伦没有比这更严重的，应该处以非常刑罚，警惕后人。”还有人说，“将根据刑律论断罪行，除刑律外，终身为边远地区的官婢。”俞甘同最后因“与仲基同居时，奸金如达，后与家翁同宿，称小便，逃归如达，因而背夫在逃，改嫁者绞”，被判处绞刑。

## 外部連結
- 兪甘同 （韓文） （页面存档备份，存于）
- '에너벨 청'과 조선의 '유감동' - 오마이뉴스（页面存档备份，存于） 2000.04.29 
- 조선 성 풍속사 <제11화>:일요서울 （页面存档备份，存于） 
- 유감동의 奸夫가 되다, 초수리 성달생  （页面存档备份，存于） 충북일보 2011.12.23 